# Cristian Dros
Cristian Dros (Bălți, 15 de abril de 1998) es un futbolista moldavo que juega en la demarcación de centrocampista para el AF Elbasani de la Superliga de Albania.

## Selección nacional
Tras jugar con la selección de fútbol sub-17 de Moldavia, la sub-19 y la sub-21, finalmente debutó con la selección absoluta el 9 de enero de 2020. Lo hizo en un partido amistoso contra Suecia que finalizó con un resultado de 0-1 a favor del combinado sueco tras el gol de Jordan Larsson.

## Clubes
| Club                      | País        | Año       | Partidos | Goles |
| ------------------------- | ----------- | --------- | -------- | ----- |
| FC Zaria Bălți            | Moldavia    | 2014-2018 | 44       | 1     |
| ASU Politehnica Timișoara | Rumania     | 2019-2020 | 31       | 0     |
| FK Spartaks Jūrmala       | Letonia     | 2020-2021 | 31       | 0     |
| FC Slavia-Mozyr           | Bielorrusia | 2021-2024 | 85       | 4     |
| AF Elbasani               | Albania     | 2024-     | 36       | 1     |